# Schloss Feilershammer

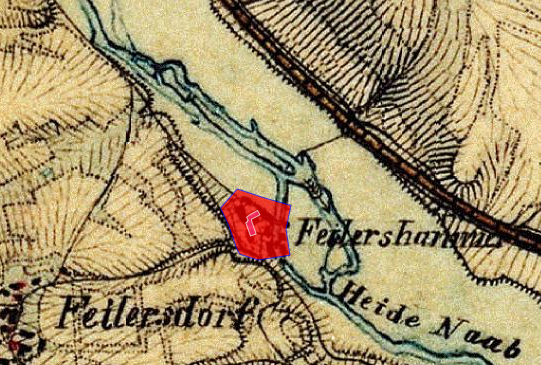
Lageplan von Schloss Feilershammer auf dem Urkataster von Bayern

Das denkmalgeschützte Schloss Feilershammer (früher auch nur als Feilersmühle bezeichnet) liegt in dem gleichnamigen Gemeindeteil Feilershammer der Oberpfälzer Gemeinde Trabitz im Landkreis Neustadt an der Waldnaab von Bayern (Feilershammer 1 und 2). Auch dieses war eines der Hammerschlösser an den Haidenaab. Es ist unter der Aktennummer D-3-74-148-4 als Baudenkmal verzeichnet. Die Anlage wird ferner als Bodendenkmal unter der Aktennummer D-3-6237-0045 mit der Beschreibung „untertägige Befunde des Mittelalters und der frühen Neuzeit im Bereich des ehem. Hammerschlosses Feilershammer“ geführt.

## Geschichte
Feilershammer wird erstmals 1417 genannt; damals verkaufte Seibold Hecker seine „rechte zu Veylershamer, das ee ein mul gewesen, an der Haidenaab gelegen … als denen der closters zum Speinhart, darhinter der hamer gelegen ist“. Feilershammer gehörte zur Landsasserei Trabitz, die seit 1513 freies Eigen der Löneiß und ab 1592 der von  Schlammersdorf. Der Hammer wurde vom Wasser der Haidenaab angetrieben.
Georg Kotz erwarb 1522 den Feilershammer († 1540). Von seinen drei Söhnen amtierte Balthasar Kotz 1585 als Richter in Pressath, Jörg übernahm den Feilershammer und der 1526 geborene Hans Kotz betrieb 1551 den Zintlhammer. Martin Löw erscheint 1578 als Vormund über Jörg Kotzens zu Feilershammer selig hinterlassene Mündel. 1596 übernahm Sebastian Kotz, der bereits Sassenreuth besaß, auch den Feilershammer. 1622 starb Sebastian Kotz. 1623 trat sein Sohn Hans Kotz als „Schin- und Blechhammermeister zu Feilershammer und Zintlhammer“ auf. Hans Kotz starb 1648 am Ende Dreißigjährigen Krieges. Durch Erbteilung im Jahre 1650 wurden die Familiengüter zerstreut. Die Tochter Elisabeth Kotzin ehelichte den Pressather Bürger Hans Schreyer und erhielt den Feilershammer, den sie nach zwei Jahren an den Kaiserlichen Hartschier Georg Rambler aus Wien weiter veräußerte. Aus einem Bericht des Johann German Barbing an den Kurfürst Ferdinand Maria vom 16. Januar 1666 heißt es: "Fällershamb. Der Fällershammer, so Georg Rambler, Kaiser!. Hatschier gehört, ist nicht gangbar. Weil die Hammerhütte dabei ganz, zu grunde gegangen, ist auch keine Hoffnung, daß das Hammerwert durch Rambler aufgerichtet werde, obschon R. hiezu wohl Mittel haben möchte."
Anfang des 17. Jahrhunderts ist der „Feylerßhammer mit der steuer und niedergerichtsbarkeit in das Stift Speinhart“ zugehörig. Um 1621 wird der Hammer zu Feilershammer als nicht mehr gangbar bezeichnet, auch 1734 ruhte am Feilershammer noch die Produktion von Eisen. 1752 erwirbt Abt Lieblein von Kloster Speinshart den Feilershammer, wobei es in dem Kaufbrief heißt: „hammergut zum sogenannten Failershammer, welches in 1 hammer, wohnhaus, schneide, bauhof und mahlmühl bestehet und dem klosters Speinhart mit laudemial und anderen niedergerichtliche juribus unterworfen ist“.
Durch die Säkularisation kam das Gut 1803 wieder in weltlichen Besitz. Dabei wurde Mathias Maier Besitzer des Feilershammer, er starb 1827 als Inwohner zu Zintlhammer. 1820 wird hier auch eine Spiegelglaspolitur eingerichtet. Um 1847 bestanden auf dem Gut Feilershammer nebeneinander bereits ein Eisenhammer mit drei Hämmern und einem Hochofen, einer kleinen Mahlmühle, einer Säge, eine Wollspinnerei und eine Glasschleife. 1824 wird Feilershammer als der Gemeinde Feilersdorf zugehörig bezeichnet, 1841 fällt es in das Gebiet des Landgerichtes Eschenbach. Am 1. Januar 1975 wurde Feilersdorf nach Trabitz eingemeindet. Heute ist das Gut Feilershammer im Besitz von Josef Sollfrank, der hier einen Landwirtschaftsbetrieb betreibt.

## Schloss Feilershammer heute
Das ehemalige Hammerschloss ist heute das Wohnhaus des Bauernhofes. Es ist ein Zweiflügelbau. Der Südflügel ist ein zweigeschossiger Walmdachbau mit Putzgliederungen und einer Madonnenfigur in der Nische oberhalb des Eingangs; der Nordflügel ist ein zweigeschossiger Halbwalmdachbau, beide aus dem 18. Jahrhundert. Das Haus besitzt Steingewände.